# 鈴木健太郎 (フィギュアスケート選手)
鈴木 健太郎（すずき けんたろう、英語: Kentaro Suzuki、1992年11月12日 - ）は、日本のフィギュアスケート選手（アイスダンス、男子シングル）。パートナーは森衣吹、西村桂、安形静流。福岡県福岡市出身。泰星高等学校卒業。明治大学法学部卒業。2013年全日本選手権3位。

## 経歴
福岡県福岡市出身。泰星高等学校、明治大学法学部卒業。両親はカルガリーオリンピックアイスダンス日本代表の鈴木弘幸と田中智子。両親がフィギュアスケート選手であった影響により、小学生のときにスケートをはじめる。
2008-09シーズン、全日本ジュニア選手権の男子シングル競技にはじめて出場し28位、翌年の同選手権では20位となる。
2013-14シーズンの東京選手権を最後にアイスダンスに転向。安形静流とカップルを組み同年の全日本ジュニア選手権で優勝、初出場となった全日本選手権で3位入賞を果たす。
2014-15シーズン、西村桂とカップルを組み直し挑んだ全日本選手権では4位に終わる。同選手権で3位に入っていた村元哉中/野口博一組がユニバーシアード出場を辞退したため、急遽、出場が決まる。初の国際大会となったユニバーシアードでは12位となる。
2015-16シーズン、森衣吹とカップルを組み全日本選手権に出場し銅メダルを獲得。2016-17シーズン、LPインターナショナルで13位となる。

## 主な戦績

### アイスダンス
- 2013-2014シーズンは安形静流とのカップル
- 2014-2015シーズンは西村桂とのカップル
- 2015-2016シーズン以降は森衣吹とのカップル

| 大会/年              | 2013-14 | 2014-15 | 2015-16 | 2016-17 |
| -------------------- | ------- | ------- | ------- | ------- |
| LPインターナショナル |         |         |         | 13      |
| ユニバーシアード     |         | 12      |         |         |
| アジア冬季競技大会   |         |         |         | 5       |
| 全日本選手権         | 3       | 4       | 3       | 4       |
| 全日本Jr.選手権      | 1       |         |         |         |

#### 詳細
| 2016-2017 シーズン    |                                                                          |          |          |          |
| 開催日                | 大会名                                                                   | SD       | FD       | 結果     |
| 2017年2月23日 - 26日  | 2017年アジア冬季競技大会（札幌）                                         | 5 48.84  | 5 75.28  | 5 124.12 |
| 2016年12月22日 - 25日 | 第85回全日本フィギュアスケート選手権（門真）                             | 4 51.67  | 4 72.94  | 4 122.59 |
| 2016年7月27日 - 30日  | 2016年レークプラシッドアイスダンスインターナショナル（レークプラシッド） | 14 42.38 | 13 54.52 | 13 96.90 |

| 2015-2016 シーズン    |                                              |         |         |          |
| 開催日                | 大会名                                       | SD      | FD      | 結果     |
| 2015年12月24日 - 27日 | 第84回全日本フィギュアスケート選手権（札幌） | 3 43.66 | 3 66.90 | 3 110.56 |

| 2014-2015 シーズン    |                                              |          |          |          |
| 開催日                | 大会名                                       | SD       | FD       | 結果     |
| 2015年2月4日 - 14日   | ユニバーシアード冬季競技大会（グラナダ）     | 12 34.04 | 12 60.80 | 12 94.84 |
| 2014年12月25日 - 28日 | 第83回全日本フィギュアスケート選手権（長野） | 4 39.76  | 4 64.16  | 4 103.92 |

| 2013-2014 シーズン    |                                                        |         |         |         |
| 開催日                | 大会名                                                 | SD      | FD      | 結果    |
| 2013年12月20日 - 23日 | 第82回全日本フィギュアスケート選手権（さいたま）       | 3 37.32 | 3 54.97 | 3 92.29 |
| 2012年11月22日 - 24日 | 第82回全日本フィギュアスケートジュニア選手権（名古屋） | 1 41.84 | 1 56.38 | 1 98.22 |

### 男子シングル
| 大会/年         | 2008-09 | 2009-10 | 2011-12 | 2012-13 | 2013-14 |
| --------------- | ------- | ------- | ------- | ------- | ------- |
| 全日本Jr.選手権 | 28      | 20      |         |         |         |
| 東日本選手権    |         |         | 10      | 14      |         |
| 東京選手権      |         |         | 6       | 12      | 8       |

#### 詳細
| 2009-2010 シーズン    |                                                      |          |          |           |
| 開催日                | 大会名                                               | SP       | FS       | 結果      |
| 2009年11月22日 - 23日 | 第78回全日本フィギュアスケートジュニア選手権（横浜） | 22 38.07 | 19 74.73 | 20 112.80 |

| 2008-2009 シーズン    |                                                        |          |    |          |
| 開催日                | 大会名                                                 | SP       | FS | 結果     |
| 2008年11月23日 - 24日 | 第77回全日本フィギュアスケートジュニア選手権（名古屋） | 28 31.85 | -  | 28 31.85 |

## プログラム使用曲
アイスダンス
| シーズン  | SD                                                                                                   | FD                                                                                          |
| --------- | --- | ------------------------------------------------------------------------------------------- |
| 2016-2017 | ジョニー・B.グッド 曲：チャック・ベリー                                                              | 映画『グリース』サウンドトラックより                                                        |
| 2015-2016 | Honey,I'm Good ボーカル：アンディー・グラマー                                                        | 映画『グリース』サウンドトラックより                                                        |
| 2014-2015 | 映画『長ぐつをはいたネコ』サウンドトラックより 作曲：ヘンリー・ジャックマン 振付：鈴木智子、鈴木弘幸 | オペラ座の怪人 作曲：アンドルー・ロイド・ウェバー 振付：マーク・ヘンレッティー、Jimmy Young |
| 2013-2014 | アメリカン・パトロール 作曲：フランク・W・ミーチャム                                                 | 映画『フットルース』サウンドトラックより 作曲：マイルズ・グッドマン                         |